# Corythoichthys benedetto
Corythoichthys benedetto är en fiskart som beskrevs av Allen och Erdmann 2008. Corythoichthys benedetto ingår i släktet Corythoichthys och familjen kantnålsfiskar. Inga underarter finns listade i Catalogue of Life.